# Ophirion brasiliensis
Ophirion brasiliensis är en tvåvingeart som först beskrevs av Townsend 1927.  Ophirion brasiliensis ingår i släktet Ophirion och familjen parasitflugor. Inga underarter finns listade i Catalogue of Life.